# Резайи, Мохсен
Мохсен Резайи (перс. محسن رضایی‎, при рождении Мохсен Сабзевар Резайи Миргаэд; род. 1954, Масджид-Солейман, Хузестан, Иран) — иранский государственный деятель, секретарь Совета политической целесообразности. В прошлом — военачальник, главнокомандующий КСИР в 1981—1997. Генерал. 
По этнической принадлежности — лур. До Революции 1979 года учился в Иранском университете науки и технологии на факультете машиностроения. В 2001 получил степень по экономике в Тегеранском университете.
Резайи возглавил Корпус стражей Исламской революции в 1981 в возрасте 27 лет, через несколько месяцев после начала ирано-иракской войны (ранее возглавлял разведывательное подразделение КСИР и в этом качестве руководил ликвидацией подпольной группы Форкан). Он сменил на этом посту 49-летнего Мустафу Чамрана, убитого 21 сентября 1981 года на фронте. Таким образом, он стал вторым главнокомандующим Корпусом и до сих пор самым молодым из всех.
В 1997 подал в отставку и был избран в состав Совета по определению политической целесообразности. Вскоре он стал секретарем совета а также председателем комитета по экономике и коммерции.
В ноябре 2006 власти Аргентины подали в Интерпол заявление о международном розыске Резайи, наряду с ещё шестью гражданами Ирана, по подозрению в причастности к взрыву в еврейском культурном центре Буэнос-Айреса в 1994 году (85 человек погибло, 151 ранен). По неподтверждённым сведениям перебежавшего в США сына Мохсена Резайи Ахмада, взрыв готовил и его отец. Тем не менее, Аргентина никогда не предъявляла Ирану запрос на его экстрадицию.
Участвовал в президентских выборах 2021 года.